# Bibliothekstantieme
Die Bibliothekstantieme ist eine von Bibliotheken an Urheber und Leistungsschutzberechtigte ausbezahlte Vergütung. Sie soll Schriftsteller, Musiker und andere Urheber dafür entschädigen, dass ihre Werke von den Bibliotheken meist kostenlos zur Ausleihe angeboten werden. Die Bibliotheken sind durch im Urheberrecht geregelte Bestimmungen zu dieser Abgabe verpflichtet.

## Deutschland
Im Rahmen des deutschen Urheberrechts ist die Bibliothekstantieme im § 27 Abs. 2 UrhG geregelt.
Dabei müssen alle Bibliotheken rund 3–4 Cent pro Ausleihe an die Verwertungsgesellschaft Wort (VG Wort) zahlen. Da nicht nur Bücher, sondern auch Noten, Filme und zahlreiche andere Medien über Bibliotheken verliehen werden, haben unterschiedliche Verwertungsgesellschaften (GEMA, VG BILD-KUNST, GVL, VGF, GWFF, VFF, VG MUSIKEDITION und VG WORT.) die Zentralstelle Bibliothekstantieme gegründet, über die die Lizenzen zentral abgerechnet werden. Im Jahr 2022 wurden so insgesamt Tantiemen in Höhe von 27 Millionen Euro vereinnahmt.

## Österreich
In Österreich ist die Bibliothekstantieme (auch „Bibliotheksgroschen“) im § 16a des 1936 erlassenen Urheberrechtsgesetzes geregelt.
Ein Urheber kann einer Bibliothek weder verbieten, seine Werke zu verleihen, noch selbst Geld von der Bibliothek einfordern. Sein Anspruch auf die Bibliothekstantieme kann nur von einer Verwertungsgesellschaft geltend gemacht werden. In Österreich übernimmt aufgrund einer internen Vereinbarung seit 1996 die Literar-Mechana für alle betroffenen Verwertungsgesellschaften die Einforderung der Beträge. 2010 wurden ihr 0,6 Millionen Euro an Bibliothekstantiemen überwiesen.
Basis für die Aufteilung des Geldes an die Urheber und Leistungsschutzberechtigten sind die Entlehnzahlen der in öffentlichen Bibliotheken angebotenen Medien, wobei die Zahlen repräsentativer Bibliotheken hochgerechnet werden. Für wissenschaftliche Bibliotheken sind das Verzeichnis lieferbarer Bücher und Umsatzmeldungen von Verlagen Grundlage der Geldverteilung. Die Autoren von wissenschaftlichen Werken und Sachbüchern können ihre Titel der Literar-Mechana selbst melden, um eine Vergütung zu erhalten.